# Virginia Cowles
(Harriet) Virginia Spencer Cowles OBE (24 de agosto de 1910-17 de septiembre de 1983) fue una periodista, biógrafa y escritora de viajes estadounidense.   Durante su larga carrera, Cowles pasó de cubrir temas de moda a escribir sobre la Guerra Civil Española, un período turbulento en Europa que condujo a la Segunda Guerra Mundial. Su trabajo como corresponsal fue reconocido por el gobierno británico con un OBE en 1947. Después de la guerra, publicó una serie de biografías de figuras históricas que fueron alabadas por la crítica. En 1983, murió en un accidente automovilístico.  

## Biografía
Cowles nació en 1910 en Brattleboro, Vermont. Sus padres eran Edward Spencer Cowles y  Florence Wolcott Cowles, de soltera Jacquith. En la década de 1930, comenzó a trabajar como periodista en los Estados Unidos. Tras sus primeras columnas de cotilleos en los periódicos de Boston y Nueva York, para los que escribía sobre todo de moda, corazón y sociedad, se pasó a publicar reportajes internacionales.

## Guerra civil española
Cowles viajó a España en 1937 con la intención de convertirse en corresponsal de guerra, a pesar de su relativa juventud y falta de experiencia. Su cobertura desde España fue notablemente diferente a la de muchos otros corresponsales contemporáneos. Entre ellos Martha Gellhorn (una partidaria incondicional de la causa republicana). Cowles estaba decidida a cubrir la guerra desde ambos bandos. Algunos de sus reportajes más notables proceden de fuentes republicanas. Informó sobre la Guerra Civil Española para el Daily Telegraph, el Sunday Times y los periódicos  de la Hearst.

El primer libro de Cowles, Buscando problemas, publicado a principios de 1941, detalla sus experiencias en la guerra, y las de la pequeña comunidad de corresponsales de guerra extranjeros que se había creado. Entre ellos estaba Hemingway, Gelhorn y otros que continuaron cubriendo la Segunda Guerra Mundial. En él está incluido su relato revelador sobre la claustrofobia en un mitin de Nuremberg y su experiencia del empequeñecimiento de Hitler tras abandonar el estrado:
Su pequeña figura de repente se volvió monótona y poco impresionante. Había que pellizcarse para darse cuenta de que éste era el hombre sobre el que estaban clavados los ojos del mundo. 

## Segunda Guerra Mundial
Tras dejar España, Cowles informó desde otros países  de Europa como Rusia, Alemania, Checoslovaquia, Finlandia y Francia durante 1939 y 1940. Escribió para el Sunday Times sobre la Guerra de Invierno antes de regresar a Inglaterra en 1940, tras la caída de Francia.Fue testigo del primer día del Blitz y continuó informando sobre la Batalla de Inglaterra en todo momento, desde Dover. 
Desde 1942 hasta 1943 trabajó para el embajador estadounidense en Londres, John G. Winant y escribió para el Sunday Times y el Chicago Sun sobre la Campaña del Norte de África. Cowles echaba de menos el periodismo y volvió a informar, desde Italia y Francia entre 1944 y 1945.

## Últimos años
En las cuatro décadas siguientes, Cowles alcanzó un éxito de ventas con la publicación de una larga serie de biografías políticas individuales y familiares. La crítica se quejó a menudo de la falta de nitidez y fiabilidad de su análisis histórico, pero elogiaron la precisión de su visión y humanidad. En 1947 fue galardonada con la Orden del Imperio Británico.

## Vida personal
En 1945, Cowles se casó con Aidan Crawley, un político, periodista, ejecutivo de televisión y autor británico con el que tuvo dos hijos y una hija.Cowles murió en un accidente automovilístico en 1983, cuando viajaba con su marido.

### Selección
- Looking for Trouble (experiencias periodísticas), Harper (1941); reeditado por Faber, 2021, con una introducción de Christina Lamb.
- How America Is Governed, Lutterworth (1944).
- Winston Churchill: The Era and the Man, Harper (1953).
- Gay Monarch:The Life and Pleasures of Edward VII, Harper (1953); publicado en Inglaterra como Edward VII and His Circle, Hamish Hamilton (1956).
- The Phantom Major: The Story of David Stirling and His Desert Command, Harper (1958); publicado en Inglaterra como The Phantom Major: The Story of David Stirling and the S.A.S. Regiment, Collins (1958).
- The Great Swindle: The Story of the South Sea Bubble, Harper (1960); The Kaiser, Harper (1963); 1913: The Defiant Swan Song, Weidenfeld & Nicolson (1967).
- The Russian Dagger: Cold War in the Days of the Czars, Harper (1969).
- The Romanovs, Harper (1971). ISBN 978-0-00-211724-1.
- The Rothschilds: A Family of Fortune, Knopf (1973).
- The Last Tsar and Tsarina, Weidenfeld & Nicolson (1977).
- The Astors: the Story of a Transatlantic Family, Weidenfeld & Nicolson (1979). ISBN 029777624X; The Great Marlborough and His Duchess, Weidenfeld & Nicolson (1983). ISBN 0025285807.
- El fantasma mayor: la historia de David Stirling y su mando en el desierto, Harper, (1958) (publicado en Inglaterra como The Phantom Major: The Story of David Stirling and the SAS Regiment, Collins, (1958), edición junior (1962);
- La gran estafa: la historia de la burbuja de los mares del Sur, Harper (1960);
- El Kaiser, Harper (1963).
- 1913: El canto del cisne desafiante, Weidenfeld & Nicolson (1967).
- La Daga Rusa: Guerra Fría en los Días de los Zares, Harper (1969).
- Los Romanov, Harper (1971). ISBN 978-0-00-211724-1
- Los Rothschild: una familia de fortuna, Knopf (1973).
- El último zar y la zarina, Weidenfeld &; Nicolson (1977).
- Los Astor: la historia de una familia transatlántica, Weidenfeld & Nicolson (1979). ISBN 029777624X
- El gran Marlborough y su duquesa, Weidenfeld & Nicolson (1983). ISBN 0025285807

### Obras de teatro
- Love Goes to Press: A Comedy in Three Acts (EE. UU. 1947) (enlace roto disponible en Internet Archive; véase el historial, la primera versión y la última)., University of Nebraska Press, (2ª ed. 2010) Cowles fue coautora de la obra de su amiga y colega Martha Gellhorn. El libro trata sobre un grupo de corresponsales de guerra en el frente italiano. Cowles conoció a Gellhorn, casada con Ernest Hemingway de 1940 a 1945, mientras las dos mujeres cubrían la Guerra civil española .